# Kalingalan Caluang
Kalingalan Caluang ist eine philippinische Stadtgemeinde in der Provinz Sulu. Sie hat 31.567 Einwohner (Zensus 1. August 2015).

## Baranggays
Kalingalan Caluang ist politisch in neun Baranggays unterteilt.
- Kambing
- Kanlagay
- Karungdong (Pob.)
- Masjid Bayle
- Masjid Punjungan
- Pang
- Pangdan Pangdan
- Pitogo
- Tunggol